# Crystal Eastman
Crystal Catherine Eastman (ur. 25 czerwca 1881 w Marlborough, zm. 8 lipca 1928) – amerykańska prawniczka, socjolożka, antymilitarystka, działaczka feministyczna, socjalistyczna i dziennikarka. Była liderką w walce o prawa wyborcze kobiet, współzałożycielką i współredaktorką wraz z bratem Maxem Eastmanem radykalnego magazynu o sztuce i polityce „The Liberator”, współzałożycielką Międzynarodowej Ligi Kobiet na rzecz Pokoju i Wolności oraz współzałożycielką American Civil Liberties Union. W 2000 została wprowadzona do National Women's Hall of Fame w Seneca Falls. 

## Życiorys
Urodziła się 25 czerwca 1881 w Marlborough jako trzecia z czwórki dzieci. Jej najstarszy brat, Morgan, urodził się w 1878 i zmarł w 1884. Drugi brat, Anstice Ford Eastman, który został chirurgiem ogólnym, urodził się w 1878 i zmarł w 1937. Max był najmłodszy, urodził się w 1883.
W 1883 ich rodzice, Samuel Elijah Eastman i Annis Bertha Ford, przeprowadzili się z rodziną do Canandaigua w stanie Nowy Jork. W 1889 ich matka została jedną z pierwszych kobiet wyświęconych na pastorkę protestancką w Ameryce, gdy została pastorką kościoła kongregacjonalnego. Jej ojciec również był pastorem kongregacjonalnym, a oboje pełnili tę funkcję w kościele Thomasa K. Beechera w pobliżu Elmiry.
Idee humanitaryzmu miały duży wpływ na Crystal i jej brata Maxa. Wspólnie prowadzili kilka przedsięwzięć. Byli blisko siebie przez całe jej życie, nawet po tym, jak Max stał się bardziej konserwatywny. 
Rodzeństwo mieszkało razem przez kilka lat przy 11th Street w nowojorskiej dzielnicy Greenwich Village wśród innych radykalnych aktywistów. Grupa, w skład której wchodzili Ida Rauh, Inez Milholland, Floyd Dell i Doris Stevens, spędzała także lata i weekendy w Croton-on-Hudson, gdzie Max kupił dom w 1916. 
Eastman ukończyła Vassar College w 1903 i uzyskała tytuł magistra socjologii (wówczas stosunkowo nowej dziedziny) na Uniwersytecie Columbia w 1904. Następnie uczęszczała do New York University Law School, którą ukończyła w 1907. Podczas studiów podyplomowych Eastman pracowała nocami jako liderka ds. rekreacji w Greenwich House Settlement, gdzie poznała dziennikarza Paula Kelloga.

### Praca socjalna
Pionier pracy socjalnej i redaktor czasopisma Paul Kellogg zaproponował Eastman jej pierwszą pracę zawodową, polegającą na badaniu warunków pracy dla The Pittsburgh Survey. Jej raport, Work Accidents and the Law (1910), stał się kluczowym narzędziem w walce o zdrowie i bezpieczeństwo w pracy. W 1909 sędzia Charles Evans Hughes, który w tym czasie był gubernatorem Nowego Jorku, mianował Eastman do Komisji Stanu Nowy Jork ds. Odpowiedzialności Pracowników i Przyczyn Wypadków Przemysłowych, Bezrobocia i Braku Pracy w Rolnictwie. Jako pierwsza kobieta mianowana członkiem komisji, opracowała inauguracyjne prawo o odszkodowaniach dla pracowników. Model ten stał się standardem w USA podczas prezydentury Woodrowa Wilsona. 
W latach 1913–1914 kontynuowała kampanię na rzecz bezpieczeństwa i higieny pracy, pracując jako prawnik śledczy w Komisji ds. Stosunków Przemysłowych USA. Orędowała za „dotacjami na macierzyństwo”, dzięki którym matki małych dzieci otrzymywałyby świadczenia pieniężne. Twierdziła, że zmniejszyłoby to przymusową zależność matek od mężczyzn, a także wzmocniłoby pozycję ekonomiczną kobiet. 

### Emancypacja

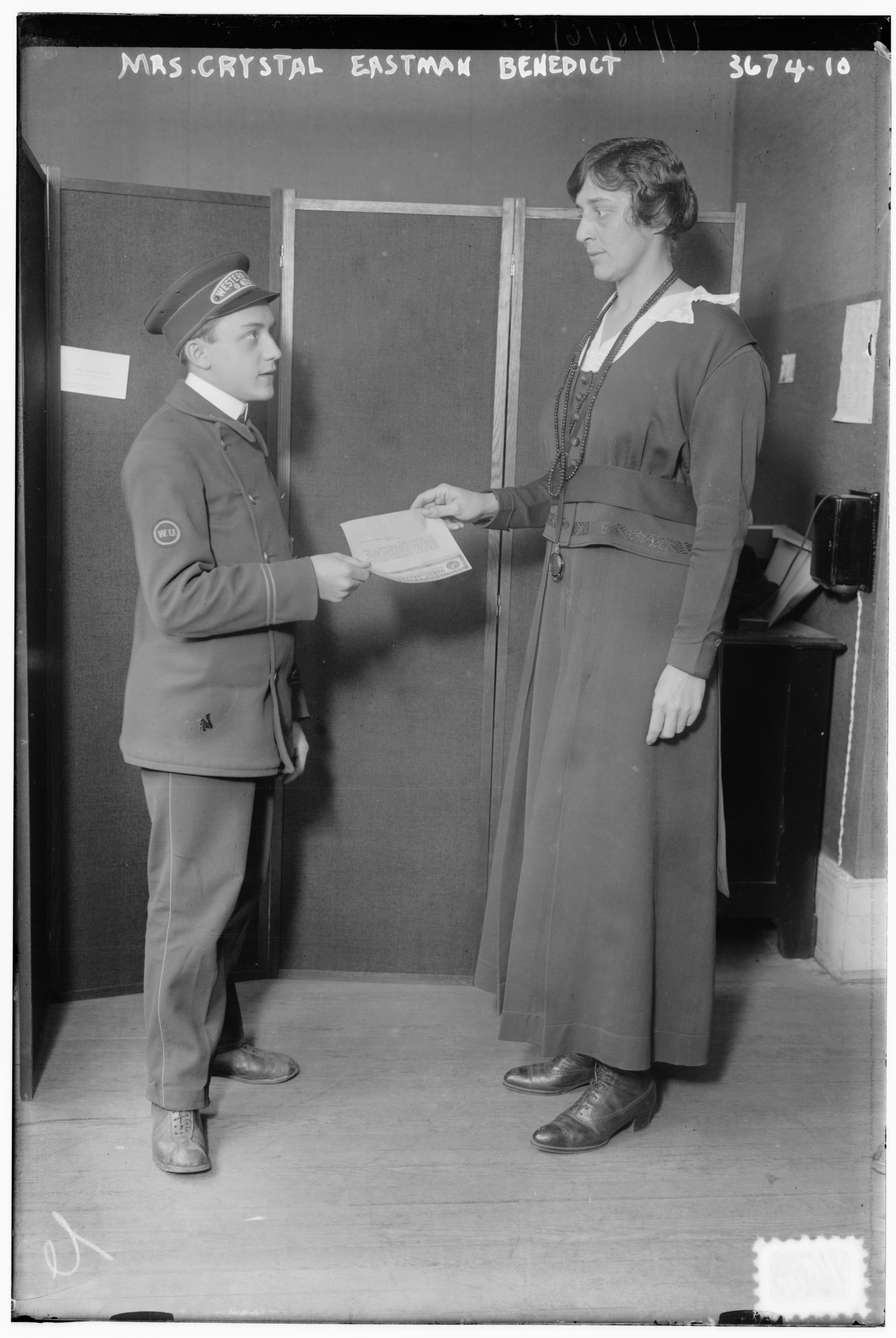
Crystal Eastman w 1915.

W 1911 jej mężem został Wallace J. Benedict, który pracował jako agent ubezpieczeniowy w Milwaukee w stanie Wisconsin, gdzie Crystal przeprowadziła się po ślubie. Kierowała tam nieudaną kampanią sufrażystek w 1912.  
Rozwiodła się w 1913 i wróciła na wschód, gdzie dołączyła do Alice Paul, Lucy Burns i innych w założeniu radykalnej Congressional Union for Woman Suffrage, która przekształciła się w National Woman's Party. Po uchwaleniu 19. poprawki, która przyznała kobietom prawo głosu w 1920, Crystal Eastman i Alice Paul napisały Equal Rights Amendment (ERA), po raz pierwszy wprowadzoną w 1923.
Po I wojnie światowej Eastman zorganizowała w 1919 Pierwszy Kongres Feministyczny. W Nowym Jorku jej działalność doprowadziła do umieszczenia jej na czarnej liście podczas „czerwonej paniki” w latach 1919–1920. W latach 20. Eastman była felietonistką w feministycznym czasopiśmie Alice Paul, „Equal Rights”, oraz w brytyjskim tygodniku feministycznym „Time and Tide”. Twierdziła, że „życie jest wielką bitwą dla całkowitej feministki”, ale była przekonana, że pewnego dnia kompletna feministka odniesie całkowite zwycięstwo.

### Działalność na rzecz pokoju
Podczas I wojny światowej Crystal Eastman była jedną z założycielek Woman's Peace Party (WPP), do której dołączyły Jane Addams, Lillian Wald i inne. Pełniła funkcję przewodniczącej oddziału w Nowym Jorku. W 1921 organizację przemianowano ją na Międzynarodową Ligę Kobiet na rzecz Pokoju i Wolności, która jest najstarszą istniejącą kobiecą organizacją pokojową. Crystal Eastman została również dyrektorką wykonawczą American Union Against Militarysm, która lobbowała przeciwko przystąpieniu Ameryki do wojny europejskiej, a w 1916 skutecznie przeciwko wojnie z Meksykiem. Grupa ta dążyła do wyeliminowania spekulacji z produkcji broni i prowadziła kampanię przeciwko poborowi do wojska, imperialnej polityce i interwencjom wojskowym. 
Gdy Stany Zjednoczone przystąpiły do I wojny światowej, Eastman zorganizowała wraz z Rogerem Baldwinem i Normanem Thomasem  National Civil Liberties Bureau (NCLB), aby chronić osoby sprzeciwiające się służbie wojskowej ze względu na przekonania, lub jak sama to określiła: „Aby utrzymać tutaj coś, do czego warto będzie wrócić, gdy skończy się męcząca wojna”. NCLB przekształciło się potem w American Civil Liberties Union (ACLU), z Baldwinem na czele i Eastman pełniącą funkcję prawnika.

## Wybrane publikacje
- 'Employers' Liability,' a Criticism Based on Facts (1909)
- Work-accidents and the Law (1910)
- Mexican-American Peace Committee (Mexican-American league) (1916)
- Work accidents and the Law (1969)
- Toward the Great Change: Crystal and Max Eastman on Feminism, Antimilitarism, and Revolution (1976)
- Crystal Eastman on Women and Revolution (1978)